# 絶体絶命都市シリーズ
絶体絶命都市シリーズ（ぜったいぜつめいとしシリーズ）は、アイレムソフトウェアエンジニアリングによって開発され、発売されたゲームシリーズ。アイレムのゲーム事業縮小後は主要開発陣が独立したグランゼーラが版権を保有し、開発・販売を継続している。

## 概要
災害で崩壊した都市からの脱出を目指すアクションアドベンチャーゲーム。人工島や地下都市などの架空の都市を襲った大災害をテーマとし、その「絶体絶命」の状況から生き延びることを目的とする。同系統のゲームのような倒すべき敵は存在せず、災害によって襲い来る建物の倒壊、地割れ、濁流、火災などが乗り越えるべき障害となる。
基本的に巨大地震がテーマだが『2』は真冬の水害をテーマとしており、ゲームとしてのアプローチの方向もやや異なる。
上述したような脅威から逃れることに加え、避難の途中で手に入れたアイテムを駆使したり人と協力するなどで安全な場所を目指す。災害シミュレーションの側面も併せ持ち、作品によっては専門家の監修を得ている。説明書に災害時の知識が書かれていたり、作中で災害マニュアルが手に入る場合もある。
体力ゲージに加え、作品毎に「喉の渇き」「寒さで悪化する体調」「心身を蝕むストレス」など災害時に圧し掛かるであろう問題をシステムに組み込み、これらを上手く調整・回復させながら進むサバイバル要素を含む。
『1』はほぼシリアス一色の内容であったが『2』からは同開発陣の『ポンコツ浪漫大活劇バンピートロット』や『パチプロ風雲録』（パチパラシリーズ収録）のようなお遊び要素やシュールな笑いを盛り込むようになり、選択肢や主人公を着せ替える衣装が豊富に用意された。『3』からは女性主人公も選択可能になったがシナリオ自体はいずれも男性主人公前提であり、主人公の性別に関わらずストーリー上のヒロインと恋愛関係になったり女性キャラに好意を抱ける一方で、男性キャラとの恋愛要素は皆無。
海外では『Disaster Report』『SOS The Final Escape』『Raw Danger!』など、地域や作品によって異なったタイトルで発売されているが、最終的に『4』で『Disaster Report』に戻され、統一された。『3』は日本のみの発売となっている。

## 沿革
2002年に第1作『絶体絶命都市』が発売。続いて2006年に『絶体絶命都市2 -凍てついた記憶たち-』、2009年に『絶体絶命都市3 -壊れゆく街と彼女の歌-』と発売した後、2011年春にはPlayStation 3用ソフト『絶体絶命都市4 -Summer Memories-』の発売が予定されていたが、2011年3月14日、アイレム公式サイトにて『4』開発・発売の中止とシリーズ全作の生産中止を発表。それに限らずアイレムのゲーム事業自体が大幅縮小し、パチパラシリーズを除く他ゲーム作品の新作の開発中止が告知され、同年5月には公式サイトのほとんどのコンテンツが公開停止、8月にはPlayStation Homeのラウンジも終了した。アイレム自身はこれらの理由を明らかにしていないが、直前に発生した東日本大震災の影響が指摘され、朝日新聞社の取材記事では開発状況の問題に加えて、被災者への配慮とされた。一方で開発責任者の九条一馬は震災の影響を認めておらず、会社側との折り合いが付かない事や杜撰なスケジュール管理が原因だったと釈明している。
その後、アイレム社におけるゲーム部門の中核を担っていた九条と名倉剛を始めとするスタッフは同社を退社し、新たな会社グランゼーラを設立。2014年12月にはアイレムより絶体絶命都市シリーズタイトル（新規タイトルを含む）に関する全世界でのIPおよび販売権を取得した。歴代シリーズは2015年2月18日から『1』と『2』がゲームアーカイブス（PS2アーカイブス）で配信開始、2015年7月29日には『3』のダウンロード販売が再開された。
2015年、開発中止となった『4』を復活させた『絶体絶命都市4Plus -Summer Memories-』の制作発表がされ、3年後の2018年11月22日に発売された。
また、グランゼーラに移ってから同じくある種の災害パニックのルーツを持つ『巨影都市』が制作された。

## シリーズ一覧
| 2002 | 絶体絶命都市                         |
| 2003 |                                      |
| 2004 |                                      |
| 2005 |                                      |
| 2006 | 絶体絶命都市2 -凍てついた記憶たち-   |
| 2007 |                                      |
| 2008 |                                      |
| 2009 | 絶体絶命都市3 -壊れゆく街と彼女の歌- |
| 2010 |                                      |
| 2011 |                                      |
| 2012 |                                      |
| 2013 |                                      |
| 2014 |                                      |
| 2015 |                                      |
| 2016 |                                      |
| 2017 | 巨影都市                             |
| 2018 | 絶体絶命都市4Plus -Summer Memories-  |

### メインタイトル
- 絶体絶命都市（2002年4月25日、PS2/PS3）

シリーズの原点。巨大地震で崩壊した人工島を舞台とした脱出劇。
- 絶体絶命都市2 -凍てついた記憶たち-（2006年3月30日、PS2/PS3）

『1』の5年後、地下都市開発が進んだ真冬の地方都市が舞台で、シリーズで唯一水害をテーマにしている。シナリオも5人の主人公をそれぞれ操作するオムニバス形式となっている。
- 絶体絶命都市3 -壊れゆく街と彼女の歌-（2009年4月23日、PSP）

シリーズ唯一の携帯機用ソフト。多人数の通信プレイが可能。テーマは『1』同様の人工島での大地震に戻った。この作品から主人公が男女から選択可能に。時系列は『2』の3ヶ月後。
- 絶体絶命都市4Plus -Summer Memories-（2018年11月22日、PS4/Switch/Win）

中止となったPS3版をハードに合わせて作り直したリメイク。テーマは地震だが舞台は従来のような特殊な設定を持たない普通の都市であり、アクション要素をほぼ廃して人間模様に焦点を当てている。時系列は『3』の4ヶ月後。
- 絶体絶命都市5（発売日、機種未定）

時系列は『1』の3年後で、『2』との間の時代を描く。シリーズ初のオープンワールドを採用するとされる。

### 関連作
- 巨影都市（2017年10月19日、PS4）

災害ではなく特撮やアニメ作品に登場する巨大怪獣の襲撃や巨大兵器の戦いの余波で崩壊する街からの脱出を目指す「SFサバイバル・アクションアドベンチャー」。基本システムやシナリオのテイストは『3』以降の本家と似通っている。本家の登場人物もモブキャラクターとして多数ゲスト出演する。

### 開発中止
- 絶体絶命都市4 -Summer Memories-（2011年予定、PS3）
  - 2011年にアイレムから発売予定だったが中止となった。その後、『絶体絶命都市4Plus』としてリメイクされ、発売に至った。

## 世界観
首都島
『1』の舞台。N県平崎島周辺に建設された人工島であり、首都機能移転の候補地となった巨大海上都市。街や運河のある本島、空港のある空港島、そして空港島と本島を結ぶ空港連絡橋によって構成され、地下には地下鉄が走り雨水対策用の調整池と水路が張り巡らされている。地名や施設名にはは月（暦）の和名や餅の名が用いられている。しかし2005年6月に発生した大地震によって崩壊する。
富坂市
『2』の舞台。Z県に属する地方都市であったが、地下空間を有効活用する都市開発計画「ジオフロンティア計画」によって人口100万人以上を誇る一大地下都市へと変貌を遂げ、首都機能移転候補地にまで選ばれている。その第一期工事が完了した2010年12月、季節外れの大雨によって堤防が決壊し、大規模な浸水が発生。地下都市という構造構造も仇となり、水没を始める。地名や施設名の多くに「韮」「蓮」「椿」など植物名が含まれる。
セントラルアイランド
『3』の舞台。大規模な開発によって多数のビルが立ち並ぶ海上都市であり、新しい首都機能移転候補地。島と直結した海底トンネルで本土の春崎市と繋がっている。富坂市同様、地名の多くに「松」「百合」「やなぎ」など植物名が含まれる。首都島、富坂市の双方とも首都機能移転候補地が災害で失われた過去から、「あらゆる災害対策は万全」とされていた。しかし2011年3月の末日に起きた地震でまたしても崩壊してしまう。
ひすい市
『4』の舞台。川瀬県に位置する大都市。立ち並ぶ高層ビル群に加え、昔ながらの下町や商店街も存在する。地区、通り、交差点、駅、その他各種施設が全て花の名前で完全に統一されているという特徴がある。201X年7月に発生した大地震によって崩壊するがこれまでの舞台と異なり水没はせず、徐々に復興に向けて歩み始める。
宮都県
『巨影都市』の舞台。主に県庁所在地である政令指定都市の宮都市で物語が展開されるが、隣接する花韮町と三津奈市も舞台となる。宮都市だけでも総人口213万人を抱える大都市で、広い道路に加えて宮都電鉄とメトロレール（地下鉄）が運営されている。こちらも「ミモザ」「紅花」「しばざくら」など地名、施設名、会社名のほとんどは植物由来となっている。ある夜、多数の「巨影」が現れては無差別に暴れたり被害も構わず戦い始め、大きな被害を受ける。